# 憲法裁判所 (インドネシア)
憲法裁判所（けんぽうさいばんしょ、インドネシア語: Mahkamah Konstitusi）は、違憲審査を主な役割としているインドネシアの裁判所。また、行政機関間における管轄問題についての裁決、行政官の弾劾に対する最終決定、政党の解散の決定等、行政法上の機能も有している。
2001年11月9日、国民協議会で可決されたインドネシア共和国憲法の第三次改正により設置された。第三次憲法改正の成立から憲法裁判所が設置されるまでの間は、憲法裁判所の職務は、最高裁判所が行った。

## 沿革

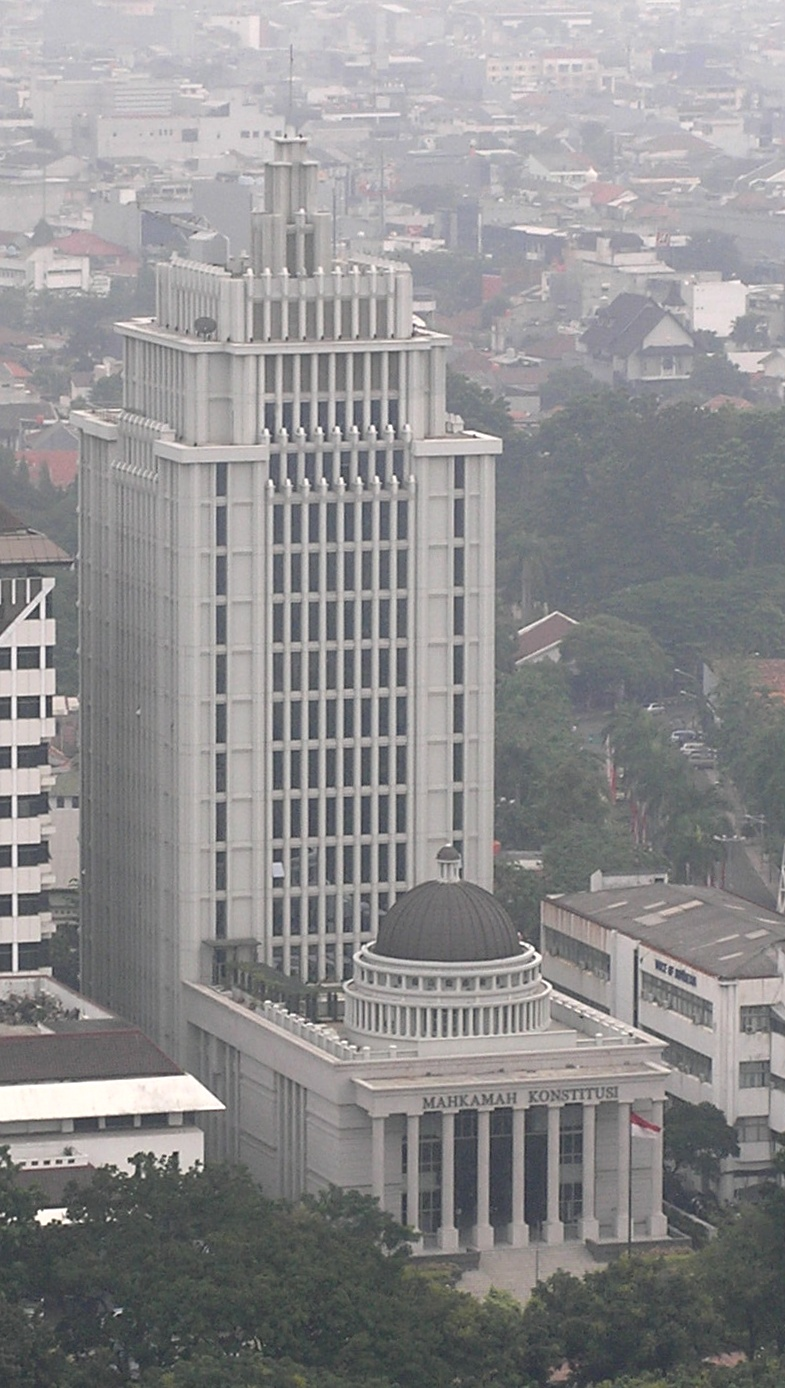
ムルデカ広場西の憲法裁判所庁舎

2003年8月、国民協議会は、憲法裁判所法（Law No 24 of 2003）を可決し、8月15日に9人の裁判官が任命された。彼らは、翌日宣誓をした。2003年10月15日、最高裁判所が権限を引き継ぎ、憲法裁判所の活動が開始された。創設時の9人の裁判官は次のとおりである。
- Jimly Asshiddiqie（インドネシア大学教授）
- Harjono（アイルランガ大学）
- I Dewa Gede Palguna（ウダヤナ大学）
- Mohammad Laica Marzuki（元最高裁判所裁判官）
- Maruarar Siahaan（元ブンクル高等裁判所長官）
- Soedarsono（元スラバヤ高等行政裁判所長官）
- Mukthie Fajar（ブラウィジャヤ大学教授）
- Ahmad Natabaya（スリウィジャヤ大学教授）
- Roestandi（退役中将）

当初は、憲法改正議論の手続に積極的に関与し、憲法裁判所の構想の導入に関わった有力な学者であるJimly Asshiddiqieが最初の長官（2003年～2006年）に任命された。初年度が成功裡に終わったため、二期目（2006年～2009年）も長官に再任された。彼は、最初の5年が終わった後に裁判官を辞任した。最初の5年が終わった後、憲法裁判所は、汚職撲滅委員会と共に、インドネシアの改革成功の象徴と考えられている。裁判所のリーダーシップは、民族覚醒党議員のMohammad Mahfudの下でも続いた。
憲法裁判所は、5つの管轄権を有している。
- 違憲立法審査
- 国家機関間の憲法上の管轄に関する問題
- 選挙結果に関する問題
- 政党の解散
- 大統領又は副大統領の弾劾

その目的は、法の支配の原則基づく民主主義と憲法の保障を目的とする憲法裁判所の設置により、憲法上の権利と人権が守られる。憲法裁判所は、目立った功績により、インドネシアで尊敬される機関となった。2004年の総選挙及び初の大統領選挙において憲法裁判所が担った役割は、国民から広く評価された。設立された初年から、政治、社会、経済の分野で多くの画期的な判決がなされた。元共産党員の公民権回復、反テロリズム法の遡及の禁止、破壊活動に関する法と大統領機関に対する名誉棄損に関する条項の廃止等は、画期的な判決の中でも、インドネシアの新しい民主主義の指導に重要な役割を果たした。裁判所関する公衆の関心事は、裁判官の任命に関する議論や、憲法裁判所とその他の法制度の間の管轄の境界、裁判所が検討した問題に対して取り組んだ全体的なアプローチ等も含まれる。
2011年の中頃、国民協議会は、2003年憲法裁判所法の改正を可決した。この改正は、裁判所倫理審査会（Court's ethics council）の取決めの変更、裁判官に求められる適性と経験の強化、裁判官の任期の短縮（3年から2年半へ）、裁判官の定年の引き上げ（67歳から70歳へ）を含んでいた。裁判所倫理委員会のメンバーの取決めの変更の提案は物議をかもす問題であり、初代憲法裁判所長官のJimly Asshiddiqieに「浅薄だ」と評された。
2013年10月、当時の長官であったAkil Mochtar逮捕後、裁判官の任命基準の改善を図る動きの中で、スシロ・バンバン・ユドヨノ大統領は、法律代行政令（Peraturan Pemerintah Pengganti Undang-undang）を制定した。この法律代行政令は、裁判官の選考手続に関する新しい取決めを示した。提案された取決めでは、憲法裁判所裁判官は、7年以上政党と関係を有しておらず、独立した選考委員会の審査を受けなければならない。さらに、裁判所の業務を監視する常設の倫理委員会が設立された。2013年12月19日、国会は、この法律代行政令を承認した。

## 権限
憲法裁判所は、最高裁判所と同じ法的地位を有している。その権限は、インドネシア共和国憲法24C条に定められており、憲法に関わる法律の違憲審査や、国家機関の権限についての争い、政党の解散、選挙結果に関する争いについての最終決定権を含む。また、大統領の弾劾請求について、採決する義務を有する。
選挙の紛争に関する管轄は、最初は、5年ごとの総選挙（2004年や2009年の総選挙）に限られていた。しかし、2009年から、総選挙の定義が拡大され、州や県の知事（bupati）選挙も含むようになった。現在まで、憲法裁判所の5つの管轄の中で多く取り扱われた事件は、違憲審査、選挙結果の紛争、国家機関間の紛争に集中している。最高裁判所は、非公式の違憲審査機関として機能し続けている。
インドネシアの他の法制度と同様に、憲法裁判所にとって大きな問題は、判決の執行である。インドネシアの裁判所制度が判決を執行する能力は、極めて脆弱なことがあり、地方公務員は、場合によっては、憲法裁判所の重要な判決を遵守することを拒否している。

## 構成

### 長官
憲法裁判所長官は、裁判官の中から選ばれる。

### 副長官
憲法裁判所副長官は、憲法裁判所における序列の二番目である。憲法裁判所長官と同様、副長官も9人の裁判官の中から選ばれる。

### 裁判官
インドネシア共和国憲法は、憲法裁判所の裁判官は9人と規定している。国民議会、大統領及び最高裁判所は、それぞれ3人ずつ5年任期の裁判官を任命する。
2017年1月にPatrialis Akbarが罷免され、4月にSaldi Israが後任として任命された後、憲法裁判所の裁判官は、次のとおりである。
- Arief Hidayat（長官）
- Anwar Usman（副長官）
- Maria Farida Indrati
- Aswanto
- Wahiduddin Adams
- I Dewa Gede Palguna
- Suhartoyo
- Manahan Sitompul
- Saldi Isra[12]

裁判官の任命方法は、議論の対象となる。例えば、2013年8月中旬、ユドヨノ大統領は、退任したAchmad Sodikiの公認の新しい裁判官としてPatrialis Akbarを任命し、Maria Indratiを再任した。この任命は、法律活動家グループから異議を申し立てられ、2013年12月、ジャカルタ州行政裁判所に支持された。AkbarとIndratiに代わってなされたユドヨノ大統領の上訴は、最終的には認められた。

#### 元裁判官
元裁判官には、次のような人物がいる。
- Ahmad Fadlil Sumadi
- Akil Mochtar（元長官）
- Hamdan Zoelva（元長官）
- Muhammad Alim
- Patrialis Akbar

### 事務総長
憲法裁判所の事務総長は、裁判所の専門的管理の責任者であり、次の事項に責任を負う。
- 企画評価部（Biro Perencanaan dan Pengawasan）
- 財政雇用部（Biro Keuangan dan Kepegawaian）
- 広報プロトコル部（Biro Hubungan Masyarakat dan Protokol）
- 総務部（Biro Umum）
- 研究、紛争分析、情報通信技術管理センター（Pusat Penelitian dan Pengkajian Perkara, Pengelolaan Teknologi Informasi dan Komunikasi）
- パンシャシラ及び憲法教育センター（Pusat Pendidikan Pancasila dan Konstitusi）

### 裁判所書記官
憲法裁判所の裁判所書記官（Panitera）は、司法行政の責任者である。裁判所書記官は、2人の下級書記官の責任を負う。下級書記官Iは、違憲審査、憲法に基づく国家機関の紛争、議会及び大統領選挙の紛争について責任を負う。下級書記官IIは、弾劾判決、政党解散判決、地方幹部選挙に関する紛争について責任を負う。